# Alestes stuhlmannii
Alestes stuhlmannii és una espècie de peix de la família dels alèstids i de l'ordre dels caraciformes.

## Morfologia
- Els mascles poden assolir 21 cm de longitud total.
- Nombre de vèrtebres: 42-44.[2][3]

## Hàbitat
És un peix d'aigua dolça i de clima tropical.

## Distribució geogràfica
Es troba a Àfrica: rius costaners de Tanzània, incloent-hi els rius Kingani, Wami, Ruvu, Rufiji i Kilombero.